# شهرستان زانبکوویتسه شلانسکیه
شهرستان زانبکوویتسه شلانسکیه (به لهستانی: Powiat Ząbkowice Śląskie) یک شهرستان در لهستان است که در استان سیلزی سفلی واقع شده‌است. شهرستان زانبکوویتسه شلانسکیه ۸۰۱٫۷۵ کیلومتر مربع مساحت و ۶۹٬۲۹۷ نفر جمعیت دارد.